# Eugenio Danese
Eugenio Danese (Verona, 19 dicembre 1904 – Roma, 22 gennaio 1980) è stato un giornalista, scrittore e cronista radiotelevisivo italiano.

## Biografia
Danese nacque a Verona, ma si trasferì con la famiglia in Romagna, a Lugo, all'età di nove anni. Negli anni venti giocò nella squadra di calcio locale. 
Nel 1928 si trasferì a Roma e iniziò la carriera di giornalista sportivo.
Redattore de Il Tempo (e del Mezzogiorno sportivo di Napoli fino al 1931), Danese fu direttore del Corriere dello Sport per sei mesi, dall'agosto del 1943 al gennaio del 1944.
Nel 1930 il portiere della Lazio Ezio Sclavi, leggendo un articolo dissacratore che lo riguardava e attribuendolo a Danese, decise di vendicarsi. Recatosi a piazza Colonna, dove i laziali si ritrovavano per leggere su un cartellone i risultati di ogni partita disputata, lo incontrò e gli sferrò un pugno sul volto. Danese, ottimo schermidore, sfidò allora Sclavi a duello. Nella sfida Danese si procurò un graffio al gomito sinistro e ciò pose fine al combattimento, decretando la vittoria di Sclavi, che non aveva mai impugnato una spada. Sclavi venne a conoscenza, pochi giorni dopo, del fatto che non era stato Danese a scrivere quell'articolo, bensì un altro giornalista, Ennio Mantella. Dopo quell'episodio i due diventarono grandi amici.

Eugenio Danese, Mario Ferretti e Alberto Giubilo nella redazione di Domenica sport alla RAI di Roma nel 1951

Dal 1937 realizzò per la radio il primo programma di commento tecnico al campionato Questo campionato di calcio, che andava in onda la domenica notte, e fu capo dei servizi sportivi del giornale radio dell'EIAR, l'ente radiofonico nazionale dell'epoca.
Famoso per i suoi riferimenti statistici, si deve a lui la nascita del cosiddetto "calcio dei numeri", nonché l'introduzione dell'uso della moviola nello sport, azionando lui stesso il macchinario per il mensile cinematografico di attualità La Settimana Incom, diretto da Sandro Pallavicini.
Danese coniò l'espressione zona Cesarini e il termine "azzurrabile", ormai di uso comune sia nel linguaggio parlato che nel gergo sportivo.
Fu per anni il direttore de Il Tifone, settimanale sportivo satirico romano.
Nel maggio del 1949, recatosi a Lisbona per seguire la partita amichevole del Torino contro il Benfica, a causa di un contrattempo perse l'aereo che lo doveva riportare in Italia. Con la voce rotta dall'emozione diede poi l'annuncio alla radio della tragedia che si era consumata nel mondo sportivo, e non solo, con la scomparsa della squadra del Grande Torino in seguito alla caduta dell'aereo a ridosso della basilica di Superga.
Il Tifone uscì in edizione straordinaria con il titolo a tutta pagina Non credevamo di amarli tanto, che sormontava uno schizzo a carboncino fatto a memoria dal grande pittore amico Rinaldo Geleng e che ritraeva i giocatori quasi in fila indiana, tutti con un impercettibile sorriso triste sul volto, come in un fumetto, avvolti nello schianto dell'aereo sulla basilica di Superga. Quel quadro - per espressa volontà del Danese - doveva essere regalato al nuovo Torino, in campo, ma dopo la sua morte se ne sono perse le tracce.

## Opere
Tra i suoi libri ci sono Lo scudetto della Roma (1975) e La sua radio si spense ad Ischia (1975), scritto con Nicola Sinopoli e dedicato allo scrittore e sceneggiatore Fulvio Palmieri.

## Onorificenze
Il 7 dicembre 1971 (n. 3005 serie II) il presidente della repubblica Giuseppe Saragat gli conferì l'onorificenza di Grande Ufficiale al Merito della Repubblica Italiana.

## Intitolazioni
Il Comune di Roma ha voluto ricordare Eugenio Danese intitolando una strada a suo nome, nei pressi del centro sportivo Fulvio Bernardini della Roma a Trigoria.